# Bahe, Hubei
Bahe (kinesiska: 巴河) är en köping i Kina. Den ligger i provinsen Hubei, i den centrala delen av landet, omkring 73 kilometer öster om provinshuvudstaden Wuhan. Antalet invånare är 113 356. Befolkningen består av 55 450 kvinnor och 57 906 män. Barn under 15 år utgör 15,0 %, vuxna 15-64 år 73 %, och äldre över 65 år 10,0 %.
Runt Bahe är det mycket tätbefolkat, med 1 517 invånare per kvadratkilometer. Närmaste större samhälle är Huanggang, 14,8 km väster om Bahe. Trakten runt Bahe består till största delen av jordbruksmark.
Genomsnittlig årsnederbörd är 1 963 millimeter. Den regnigaste månaden är maj, med i genomsnitt 276 mm nederbörd, och den torraste är januari, med 55 mm nederbörd.